# Tetramorium rugigaster
Tetramorium rugigaster är en myrart som beskrevs av Bolton 1977. Tetramorium rugigaster ingår i släktet Tetramorium och familjen myror. Inga underarter finns listade i Catalogue of Life.